# Epiphone Supernova
Epiphone Supernova foi uma guitarra fabricada pela Epiphone para Noel Gallagher, guitarrista da banda Oasis.
Possui uma pintura da bandeira do Reino Unido, terra natal de Noel e uma pintura azul manchester city, clube de Noel. Vários fãs possuem uma réplica da guitarra com uma assinatura de Noel Gallagher.